# Гравитационное отклонение света
Гравитационное отклонение света — изменение направления распространения света в гравитационном поле. Является следствием принципа эквивалентности. Впервые было вычислено А. Эйнштейном в 1916 г. Важным следствием гравитационного отклонения света является эффект гравитационного линзирования в астрономии.

## Механика Ньютона
Будем считать свет потоком фотонов с массой {\displaystyle m} и скоростью {\displaystyle c}, пролетающим с прицельным расстоянием {\displaystyle R} около материальной точки с массой {\displaystyle M}. Направим ось {\displaystyle X} координатной системы вдоль прицельного расстояния, и ось {\displaystyle Y} перпендикулярно к ней. Согласно закону всемирного тяготения, поперечная сила {\displaystyle F_{x}}, действующая на фотон с координатами {\displaystyle R,y} равна {\displaystyle F_{x}=-GMm{\frac {R}{(R^{2}+y^{2})^{3/2}}}}, где {\displaystyle y} измеряется перпендикулярно прицельному расстоянию. Согласно теореме об изменении момента количества движения, изменение импульса фотона в поперечном направлении равно импульсу поперечной силы: {\displaystyle \Delta P=m\Delta v=\int F_{x}dt=\int F_{x}{\frac {dy}{c}}={\frac {1}{c}}\int F_{x}dy}. Для изменения скорости фотона в поперечном направлении получаем: {\displaystyle \Delta v\approx -{\frac {2GMR}{c}}\int _{0}^{\infty }{\frac {dy}{(R^{2}+y^{2})^{3/2}}}\approx -{\frac {2GM}{cR}}}. Итак, угловое отклонение луча света в гравитационном поле, согласно механике Ньютона, равно {\displaystyle \varphi \approx {\frac {\Delta v}{c}}\approx {\frac {2GM}{Rc^{2}}}}.

## Общая теория относительности
В общей теории относительности вычисление отклонения луча света в гравитационном поле производится исходя из уравнений движения
{\displaystyle {\frac {d^{2}x^{\mu }}{dp^{2}}}+\Gamma _{\nu \lambda }^{\mu }{\frac {dx^{\nu }}{dp}}{\frac {dx^{\lambda }}{dp}}=0}, где {\displaystyle p} — аналог интервала для нулевых геодезических, а {\displaystyle \Gamma _{\nu \lambda }^{\mu }} — символы Кристофеля. В итоге вычислений получается вдвое большая величина, чем в механике Ньютона: {\displaystyle \varphi ={\frac {4GM}{Rc^{2}}}}. Она подтверждается многочисленными экспериментами.